# Фотометрическое красное смещение
Фотометрическое красное смещение — оценка красного смещения объекта, полученная без использования методов спектроскопии, а только методами фотометрии. По сравнению с красным смещением, которое измеряется спектроскопически, такая оценка имеет более низкую точность, но требует меньше времени для её получения. Фотометрические красные смещения часто используются во внегалактической астрономии и космологии, поскольку могут быть измерены сразу для большого количества галактик и квазаров.
Впервые метод измерения фотометрического красного смещения разработал и применил Уильям Элвин Баум в 1962 году.

## Описание

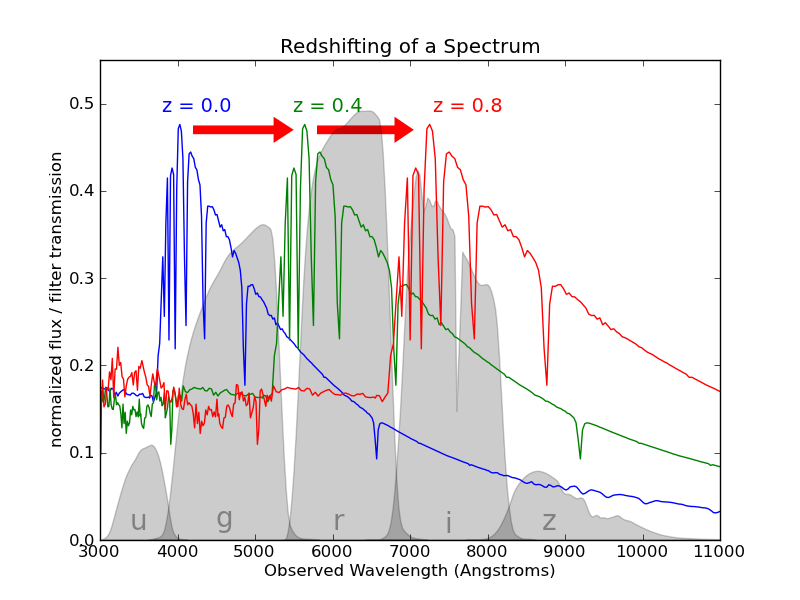
Цветными линиями показан спектр Веги с различным красным смещением. Серыми областями показаны полосы пропускания фильтров, используемых в обзоре SDSS. При красном смещении Вега яркая в полосах g и r и тусклая — в i и z, в то время как при красном смещении ситуация была бы обратной.

Красные смещения ({\displaystyle z}) разных объектов напрямую могут быть измерены при изучении их спектров: для этого в наблюдаемом спектре отождествляются спектральные линии или другие особенности, вычисляется их сдвиг относительно «нормального» положения. Однако также возможно оценить красное смещение без использования методов спектроскопии, а только методами фотометрии — измеренное таким образом значение и называется фотометрическим красным смещением. Некоторые особенности спектра объекта, такие как бальмеровский или лаймановский скачок, могут быть заметны не только в его спектре, но и при сравнении интенсивности излучения, наблюдаемого в разных фотометрических полосах, причём при определённом собственном спектре источника наблюдаемое распределение интенсивности в полосах будет зависеть от красного смещения.
Спектроскопические наблюдения достаточной точности доступны не для всех объектов, а в тех случаях, когда они возможны, приходится тратить много времени на наблюдение одного объекта. Фотометрические наблюдения, позволяющие измерить красное смещение, выигрывают в этом отношении, однако они не могут обеспечить такую же высокую точность измерения. Во внегалактической астрономии и космологии фотометрические красные смещения широко используются, поскольку могут быть измерены сразу для большого количества галактик и квазаров, а красное смещение этих объектов служит удобной мерой расстояния до них. Для многих задач в этих областях точность фотометрического красного смещения оказывается приемлемой.

### Методы
Наиболее распространены два метода измерения фотометрических красных смещений:
- Метод подгонки распределения энергии в спектре (англ. fitting of the observed Spectral Energy Distribution) состоит в том, что наблюдаемое распределение излучения по длинам волн сравнивается с определённым набором стандартных спектров и производится поиск, какой стандартный спектр с каким {\displaystyle z} ему лучше всего соответствует[7].
- Эмпирический метод тренировочной выборки (англ. empirical training set method) основан на том, что по «тренировочной» выборке галактик строится эмпирическая зависимость между звёздными величинами и заранее известным красным смещением. По данной зависимости {\displaystyle z} определяются уже для других галактик. Этот метод не требует каких-либо предположений о физических свойствах галактик и их спектров, что удобно для галактик на больших красных смещениях, спектры которых изучены недостаточно, кроме того, для применения этого метода достаточно пронаблюдать галактику в небольшом числе фильтров. Однако подобная эмпирическая зависимость не универсальна и для каждой выборки галактик должна составляться отдельно, кроме того, в этом методе возможны систематические отклонения из-за того, что «тренировочная» выборка обычно состоит из ярких галактик, поскольку именно для них обычно имеются измеренные красные смещения[7].

Кроме того, известны ещё два метода:
- Измерение сдвига между двумя распределениями энергии по фотметрическим полосам для галактик с разным красным смещением. Исторически это был первый метод измерения фотометрического красного смещения (см. ниже➤)[8].
- Метод, основанный на моделировании диаграммы цвет — цвет для различных галактик с определённым красным смещением. Хотя в часто используемых показателях цвета диаграммы слабо зависят от красного смещения, для некоторых сложных цветовых систем положения моделей галактик с разным {\displaystyle z} отличаются. Таким образом, по наблюдаемому положению галактики на диаграмме можно оценить её красное смещение[8].

## История
Впервые способ определения красного смещения фотометрическим методом разработал Уильям Элвин Баум в 1962 году. Он использовал фотоэлектрический фотометр, проводил измерения в 9 спектральных полосах в диапазоне от 3730 до 9875 ангстрем и пронаблюдал 6 эллиптических галактик в скоплении Девы и 3 — в скоплении Abell 801. Затем Баум измерил сдвиг в распределениях энергии по полосам (см. выше) между галактиками разных скоплений, ориентируясь на бальмеровский скачок интенсивности излучения на длине волны 4000 ангстрем. Тем самым он вычислил красное смещение скопления Abell 801: его результат составил {\displaystyle z=0{,}19}, что оказалось близко к значению, измеренному спектроскопически, {\displaystyle z=0{,}192}. Позже Баум смог использовать этот метод для более далёких скоплений с неизвестным красным смещением, вплоть до {\displaystyle z=0{,}46}.
В 1986 году был разработан более продвинутый метод: в нём использовался набор стандартных спектров, и для определения, какому стандартному спектру с каким красным смещением соответствует наблюдаемый, применялся метод минимизации хи-квадрат. Для галактик, у которых красное смещение уже было измерено спектроскопически, оказалось, что среднеквадратичное отклонение между фотометрическим и спектроскопическим красным смещением составляет 0,12.
В обзоре SDSS, который начал составляться в 1990-е годы, используемая фотометрическая система разработана в том числе и для измерения фотометрических красных смещений, эта величина измерена для более чем 200 миллионов галактик в данном обзоре. Среднеквадратичное отклонение величины {\textstyle {\frac {z_{\text{phot}}-z_{\text{spec}}}{1+z_{\text{spec}}}}}, где {\displaystyle z_{\text{phot}}} ― фотометрическое красное смещение, а {\displaystyle z_{\text{spec}}} ― спектроскопическое, составляет 0,0205 в этих данных.